# Camila Quiroga
Camila Quiroga, nacida con el nombre de Camila Josefa Ramona Passera (Antigua Colonia Villa Libertad –actual Chajarí–, Entre Ríos; 19 de marzo de 1891 - Buenos Aires, 28 de febrero de 1948) fue una actriz de cine y teatro argentina que obtuvo trascendencia internacional en Europa y América dando a conocer el teatro nacional en las tablas del mundo.

## Biografía

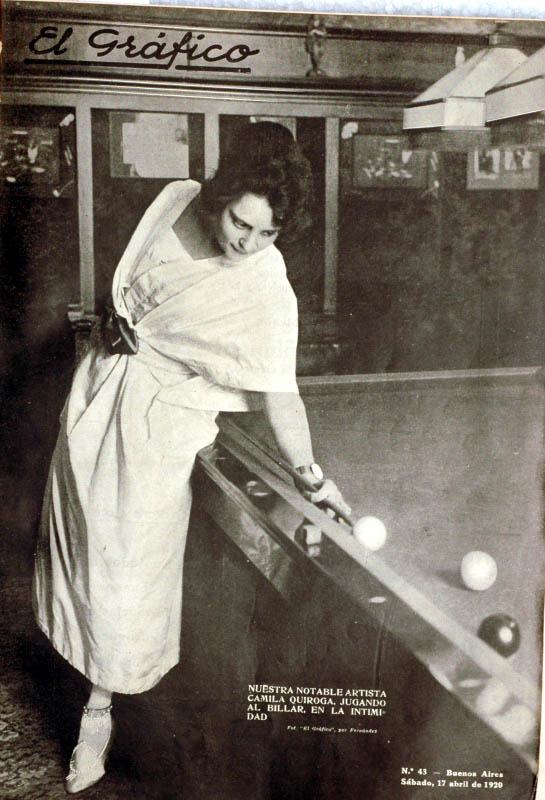
Camila Quiroga jugando al billar, 1920.

Nieta de Constantino Saltery, hija de la uruguaya Constanza Saltery y el italiano César Passera se trasladó a Buenos Aires en 1906, para seguir una carrera de actriz siendo descubierta por Armando Discépolo.
Formó parte de la compañía de los Hermanos Podestá - donde estrenó Con las alas rotas de Emilio Berisso alcanzando más de 350 representaciones - y luego su propia junto a su esposo Héctor Quiroga.
Realizaron una gira europea obteniendo éxito destacable especialmente en España, Portugal y Francia.
Trabaja con Carlos Gardel, Florencio Parravicini, Lola Membrives, Pablo Podestá, Blanca Podestá y Alfonsina Storni.
Después de la Semana Trágica, es una de las fundadoras de la Asociación Argentina de Actores.
En cine filmó nueve películas entre 1916-18, la primera Resaca (1916) dirigida por Atilio Lipizzi, hasta su consagración en Juan sin ropa de 1919 del director francés Georges Benoit. Luego protagonizó Viento Norte de Mario Soffici junto a Enrique Muiño, Elías Alippi y Orestes Caviglia en 1937 y Veinte años y una noche de Alberto de Zavalía con Pedro López Lagar y Delia Garcés.
También trabajó en radioteatros entre 1930 y 1945. En su compañía trabaja en 1939, la actriz Eva Duarte en la obra Mercado de amor en Argelia.
Recibió condecoraciones en Portugal, México, Cuba y Chile donde Gabriela Mistral la declara "La primera mujer en considerar a Latinoamérica como una sola tierra".
Su hija fue la actriz Nélida Quiroga.
En su casa natal funciona hoy el Museo Camila Quiroga creado por Ordenanza Municipal Nº 22 del 8/3/1977. En el Museo funcionan varias salas, algunas dedicadas a la historia de la ciudad y una especialmente a Camila.
En el año 2008, el realizador Gerardo Panero creó un filme documental biográfico sobre la vida de la actriz titulado La revelación de nosotros mismos, que contó con la investigación del Sr Claudio Hermosa quien a su vez escribió un libro sobre su vida y obra titulado "Camila Quiroga, glorias en vísperas del olvido".

## Filmografía
Participó en las siguientes películas:
Intérprete
- Veinte años y una noche	(1941)
- Viento Norte	(1937)
- Juan Sin Ropa	o La Lucha por la Vida (1919)
- Por mi bandera	(1917 ?)[9][10]
- Tierra argentina Dios te bendiga	(1917 ?)[9][10]
- ¿Hasta dónde?	(1917)
- Los habitantes de la leonera	(1917)
- Viviana (1916)[11]
- Hasta después de muerta	(1916)
- Resaca	(1916)
- Mariano Moreno y la revolución de Mayo	(1915)

Producción
- Juan Sin Ropa	(1919)